# Osmany Juantorena
Osmany Juantorena Portuondo (Santiago de Cuba, 12 de agosto de 1985) é um voleibolista profissional cubano, com cidadania italiana, medalhista olímpico. 

## Carreira
Membro da seleção italiana de voleibol masculino, conquistou a segunda posição no Campeonato Mundial de Vôlei em 2015 e o terceiro lugar no Campeonato Europeu, no mesmo ano.
Em 2016, representou seu país nos Jogos Olímpicos de Verão no Rio de Janeiro.

## Títulos
- Mundial de Clubes: 5

2009, 2010, 2011, 2012, 2019
- Liga dos Campeões: 3

2009-10, 2010-11, 2018-19
- Campeonato Italiano: 6

2010-11, 2012-13, 2016-17, 2018-19, 2020-21, 2021-22
- Copa da Itália: 6

2009-10, 2011-12, 2012-13, 2016-17, 2019-20, 2020-21
- Supercopa Italiana: 2

2011
- Campeonato Turco: 1

2013-14
- Copa da Turquia: 1

2013-14
- Supercopa Turca: 2

2013, 2014

## Premiações individuais
- Copa Itália de Voleibol Masculino de 2019: "Most Valuable Player (MVP)"
- Campeonato Mundial de Clubes de Voleibol Masculino de 2019: "1° Melhor Ponteiro"
- Liga Italiana A1 de Voleibol Masculino de 2018/19: "Most Valuable Player (MVP)"
- MVP da Liga dos Campeões da Europa  de 2018-19
- Campeonato Mundial de Clubes de Voleibol Masculino de 2017: "Most Valuable Player (MVP)"
- Liga dos Campeões da Europa de Voleibol Masculino de 2017/18: "2° Melhor Ponteiro"